# Petre Mavrogheni
Petre Mavrogheni (né le 16 novembre 1819 à Iași en principauté de Moldavie et mort à Vienne en Autriche-Hongrie le 20 avril 1887) est un homme politique et un diplomate roumain ministre des Affaires étrangères et ministre des Finances à plusieurs reprises.

## Biographie
Petre Mavrogheni est né à Iași, en Moldavie, en 1819. Il est le fils de Petre Mavrogheni (1775-1860) et de Ruxandra Sturdza. Il épouse Olga (1839-1915), la sœur cadette d'Elena Maria Catargiu-Obrenović, maîtresse du prince Alexandre Jean Cuza.
Politicien conservateur, il a été ministre des Finances de la Principauté de Moldavie en 1861. Il a ensuite exercé les fonctions de ministre des Finances de Roumanie pour trois mandats du 16 février 1866 au 10 mai 1866, du 15 juillet 1866 au 21 février 1867 et du 11 mars 1871 au 7 janvier 1875. Ensuite, il a été ministre des Affaires étrangères du 11 mai jusqu'au 13 juillet 1866. Mavrogheni est devenu ambassadeur de Roumanie en Italie en 1881-1882, dans l'Empire ottoman en 1882-1885 et en Autriche-Hongrie en 1885-1887,,. 
En 1855, Mavrogheni et Mihail Kogălniceanu rédigèrent un projet de loi visant à abolir l' esclavage des minorités Rom en Moldavie. Le 22 décembre 1855, la loi est votée et l'esclavage est aboli,. 